# Los secretos de papá
Los secretos de papá fue una telecomedia argentina que se emitió durante el año 2004 emitida por Canal 13. Es protagonizada por Dady Brieva y Romina Gaetani. Coprotagonizada por Osvaldo Santoro, Rita Cortese y Alberto Martín. Antagonizada por Federico D'Elía y Cecilia Milone. También, contó con las actuaciones especiales de Luisana Lopilato, José Luis Mazza y la primera actriz Betiana Blum. Y las participaciones de Tito Mendoza, Esteban Mellino, Patricia Castell y Mariana Briski como actores invitados.

## Sinopsis
Rubén Jilguero (Dady Brieva) un actor desocupado y sin suerte debe trabajar en un programa de TV que se encarga de hacer cámaras ocultas para revelar casos oscuros. Una de sus misiones será poner al descubierto a una empresa familiar de renombre (una fábrica de pastas), y para ello deberá hacerse pasar por gay. La idea, descubrir un caso de discriminación en la empresa.
Allí Rubén conocerá a Eugenia (Romina Gaetani) la nuera del dueño, Antonio (Alberto Martín), y esposa de Tony (Federico D'Elía). Su matrimonio no marcha bien y convierte a Rubén en su confidente.
Pero los secretos no son sólo los que él esconde. También son los que le esconden a él. Como los de Camila (Luisana Lopilato), su hija producto de una relación furtiva, y cuya existencia el protagonista desconoce. Provista de la audacia adolescente, sin saberlo su madre, Camila sale en búsqueda de su desconocido padre. Al encontrarse, padre e hija, pasan a convivir en un pequeño departamento. Fernanda (Patricia Viggiano), la madre de Camila, se opone y por lo tanto a Rubén le resulta esencial mantener su estabilidad laboral para demostrar solvencia económica. Esta inesperada circunstancia frustra el plan original de dejar la fábrica de pastas una vez cumplida su misión televisiva. El mayor problema es que Camila no sabe que en horario de trabajo su padre es gay.
Cuando Rubén le cuenta la verdad a Eugenia y al fin parecen tener la oportunidad de estar juntos, se suma la presencia de Carla (Cecilia Milone), la prima de Eugenia, quien separará a la pareja una vez más.

## Elenco
- Dady Brieva como Rubén Jilguero.
- Romina Gaetani como Eugenia Ríos.
- Federico D'Elía como Antonio "Tony".
- Betiana Blum como Eloísa.
- Alberto Martín como Antonio.
- Osvaldo Santoro como Mario.
- Rita Cortese como Blanca.
- Luisana Lopilato como Camila Jilguero.
- Cecilia Milone como Carla.
- Patricia Viggiano como Fernanda.
- Claudio Da Passano como José .
- Graciela Tenenbaum como Rosa.
- Diego Díaz como Mirko.
- Judith Gabbani como Mariana.
- Javier Heit como Facundo.
- Sergio Gonal como Gregorio "Goyo".
- Mariana Briski como Vilma.
- Patricia Castell como Graciela "Chela".
- María Eugenia Ritó como Pamela.
- Antonella Mariani como Lucía "Luli".
- Delfina Varni como Malena.
- Gonzalo Heredia como Tomás.
- José Luis Mazza como Silvio.
- Tito Mendoza.
- Federico Amador
- Axel
- Esteban Mellino como Luis.
- Victoria Rauch como Karina.
- Edgardo Moreira como Julio.
- Claudio Repetto como Chingolo.
- Daniel Toppino

## Adaptaciones
- La cadena ecuatoriana Ecuavisa realizó en 2008 su propia versión titulada El Secreto de Toño Palomino, con las actuaciones protagónicas de Martín Calle y Carolina Jaume.

## Sucesión de tiras diarias dePol-ka Producciones
| Predecesor: ''Los pensionados'' | ''Los secretos de papá'' 2004/2005 | Sucesor: ''Una familia especial'' |